# Liste der Monuments historiques in Malzéville
Die Liste der Monuments historiques in Malzéville führt die Monuments historiques in der französischen Gemeinde Malzéville auf.

## Liste der Immobilien
| Bezeichnung                    | Beschreibung | Standort                | Kennzeichnung | Schutzstatus | Datum | Bild           |
| ------------------------------ | --- | ----------------------- | ------------- | ------------ | ----- | -------------- |
| Domaine de la Douëra           | Wahnhaus, 18. Jahrhundert, 1856 von Charles Cournault zur Villa im maurischen Stil umgebaut; einschließlich des Gartens | Rue du Lion d’Or (Lage) | PA00125525    | Inscrit      | 1993  | weitere Bilder |
| Gasthaus La Cure d’Air Trianon | 1902 erbaut, Architekt Georges Biet; mit 22 Bildfenstern von Henri Bergé (heute eingelagert)                            | 75 rue Pasteur (Lage)   | PA00106088    | Classé       | 1989  | weitere Bilder |

## Liste der Objekte
| Bezeichnung                                     | Beschreibung                                               | Standort                       | Kennzeichnung | Schutzstatus | Datum | Bild |
| ----------------------------------------------- | ---------------------------------------------------------- | ------------------------------ | ------------- | ------------ | ----- | ---- |
| Hauptaltar                                      | mit Tabernakel; Marmor, Stein, Anfang des 19. Jahrhunderts | in der Kirche St-Martin (Lage) | PM54001657    | Inscrit      | 1990  |      |
| Skulptur Der heilige Martin teilt seinen Mantel | Stein, Anfang des 16. Jahrhunderts                         | in der Kirche St-Martin (Lage) | PM54000450    | Classé       | 1964  |      |
| Wandvertäfelung                                 | Holz, 1776                                                 | in der Kirche St-Martin (Lage) | PM54001656    | Inscrit      | 1990  |      |
| Wandgemälde Leben Christi                       | Anfang des 16. Jahrhunderts                                | in der Kirche St-Martin (Lage) | PM54000449    | Classé       | 1908  |      |